# Bray Wanderers AFC
Bray Wanderers is een Ierse voetbalclub uit Bray, nabij Dublin.
De club werd in 1922 opgericht en won in 1928 de Miller Cup, op dat moment een van de meest prestigieuze junior-toernooien van het land, de club was niet de enige van de stad, de Bray Unknowns speelden in de hoogste klasse. Midden jaren 30 legde de club de boeken neer en in 1942 werd de club heropgericht en sloot zich aan bij de Athletic Union League en speelde daar in de derde klasse. De club werd erg succesvol op het regionaal niveau.
In 1973 nam Bray Unknowns de club over en veranderde de naam in Bray Wanderers. In 1985 werd de First Division (tweede klasse) in Ierland opgericht, daarvoor moest een club gekozen worden om in deze divisie te spelen, Bray werd gekozen om in de tweede klasse te spelen. De club kon al snel naar de hoogste klasse promoveren.
De club is een echte liftploeg en promoveert of degradeert bij regelmaat.

## Erelijst
- FAI Cup

1990, 1999
- First Division

1986, 1996, 2000, 2002

## Overzichtslijsten

### Eindklasseringen vanaf 1986
| 1 |

| 8 |

| 11 |

| 3 |

| 3 |

| 2 |

| 8 |

| 12 |

| 9 |

| 8 |

| 1 |

| 11 |

| 2 |

| 11 |

| 1 |

| 4 |

| 8 |

| 10 |

| 2 |

| 3 |

| 7 |

| 10 |

| 9 |

| 6 |

| 10 |

| 9 |

| 6 |

| 10 |

| 11 |

| 10 |

| 8 |

| 6 |

| 6 |

| 10 |

| 5 |

| 2 |

| 5 |

| 7 |

| 7 |

| 5 |

| Premier Division | First Division |

Tot 1985 werd voor het 1 niveau de naam League of Ireland gehanteerd en voor het 2e niveau League of Ireland B Division.

### Seizoensresultaten vanaf 2000
| Seizoen | Competitie       | Niveau | Eindstand | FAI Cup      | Opmerking |
| ------- | ---------------- | ------ | --------- | ------------ | --- |
| 1999/00 | First Division   | II     | 1         | halve finale | |
| 2000/01 | Premier Division | I      | 4         | 3e ronde     | |
| 2001/02 | Premier Division | I      | 8         | kwartfinale  | |
| 2002/03 | Premier Division | I      | 10        | kwartfinale  | 1½ speelronde i.v.m. overgang naar kalenderjaarseizoen                                                       |
| 2003    | First Division   | II     | 2         | 3e ronde     | promotie play-offs > Finn Harps FC: 0-1/1-2.                                                                 |
| 2004    | First Division   | II     | 3         | 2e ronde     | rechtstreekse promotie                                                                                       |
| 2005    | Premier Division | I      | 7         | halve finale | |
| 2006    | Premier Division | I      | 10        | 3e ronde     | |
| 2007    | Premier Division | I      | 9         | 3e ronde     | |
| 2008    | Premier Division | I      | 6         | kwartfinale  | |
| 2009    | Premier Division | I      | 10        | halve finale | pd-wedstrijden > Sporting Fingal: 0-2/2-2. Geen degradatie i.v.m. terugzetten Cork City FC en Derry City FC. |
| 2010    | Premier Division | I      | 9         | kwartfinale  | pd-wedstrijden > Monaghan United FC: 0-0/1-1 (7-6 n.s.).                                                     |
| 2011    | Premier Division | I      | 6         | 8e finale    | |
| 2012    | Premier Division | I      | 10        | 2e ronde     | |
| 2013    | Premier Division | I      | 11        | 3e ronde     | pd-wedstrijden > Longford Town FC: 2-2/3-2.                                                                  |
| 2014    | Premier Division | I      | 10        | 2e ronde     | |
| 2015    | Premier Division | I      | 8         | halve finale | |
| 2016    | Premier Division | I      | 6         | 2e ronde     | |
| 2017    | Premier Division | I      | 6         | 1e ronde     | |
| 2018    | Premier Division | I      | 10        | 1e ronde     | |
| 2019    | First Division   | II     | 5         | 1e ronde     | |
| 2020    | First Division   | II     | 2         | 2e ronde     | competitie na 18 wedstrijden afgebroken i.v.m. coronapandemie; promotie play-off > Galway United FC: 0-1     |
| 2021    | First Division   | II     | 5         | 1e ronde     | finale promotie play-off > UC Dublin: 0-2                                                                    |
| 2022    | First Division   | II     | 7         | 1e ronde     | |
| 2023    | First Division   | II     | 7         | 2e ronde     | |
| 2024    | First Division   | II     | 5         | 2e ronde     | pd-wedstrijd > Drogheda United FC: 1-3                                                                       |
| 2025    | First Division   | II     | .         |              | |

### In Europa
#Q = #kwalificatieronde, #R = #ronde, T/U = Thuis/Uit, W = Wedstrijd, PUC = punten UEFA coëfficiënten .
Uitslagen vanuit gezichtspunt Bray Wanderers AFC 
| Seizoen                                                    | Competitie   | Ronde | Land                 | Club                    | Totaalscore | 1e W    | 2e W    | PUC |
| ---------------------------------------------------------- | ------------ | ----- | -------------------- | ----------------------- | ----------- | ------- | ------- | --- |
| 1990/91                                                    | Europacup II | Q     | Vlag van Turkije     | Trabzonspor             | 1-3         | 1-1 (T) | 0-2 (U) | 1.0 |
| 1999/00                                                    | UEFA Cup     | 1R    | Vlag van Zwitserland | Grasshopper Club Zürich | 0-8         | 0-4 (U) | 0-4 (T) | 0.0 |
| Totaal aantal behaalde punten voor UEFA coëfficiënten: 1.0 |              |       |                      |                         |             |         |         |     |

Zie ook
- Deelnemers UEFA-toernooien Ierland
- Ranglijst van alle clubs die in de diverse Europa Cups zijn uitgekomen